# Polihidroxialcanoat

Estructura del poli-(R)-3-hidroxibutirat (P3HB) un polihidroxialcaonat.

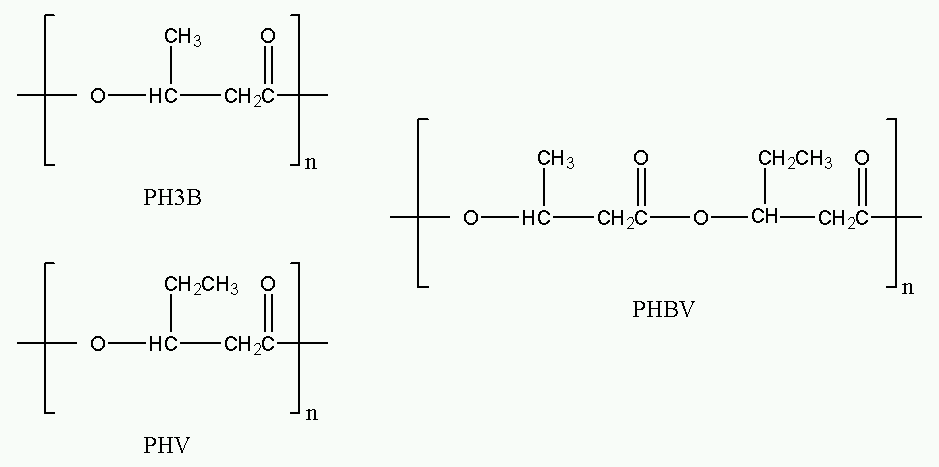
Estructura química de P3HB, PHV i el seu copolímer el PHBV.

Els polihidroxialcanoats o PHAs són polièsters linears produïts per eubacteris en la natura a través de la fermentació del sucre o els lípids. Els bacteis els produeixen per emmagatzemar carboni i energia. Es poden combinar més de 150 monòmers diferents dins aquesta família per donar materials amb propietats molt diferents. Aquests plàstics són biodegradeablesi es fan servir en la producció de bioplàstics
Poden ser o bé termoplàstics o materials elastòmers, amb un punt de fusió que va dels 40 als 180 °C. Els PHAs són solubles en dissolvents halogenats tals cloroform o diclorometà.

## Biosíntesi

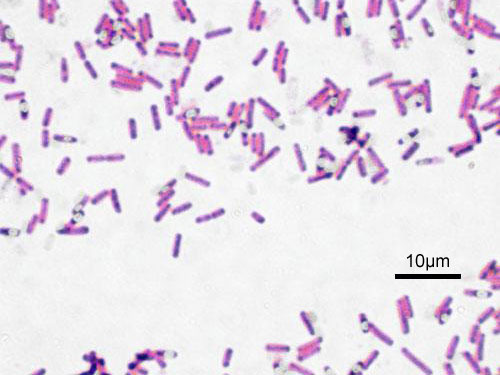
Certes soques del bacteri Bacillus subtilis poden produir polihidroxialcanoats.

Per produir polihidroxialcanoats es posa un cultiu de microorganismes com Alcaligenes eutrophus en un medi adequat i amb els nutrients necessaris, un cop ha crescut a un cert nivell, la proporció de nutrients es canvia per forçar al microorganisme a sintetitzar PHA.
Els polièsters es dipositen en forma de grànuls en les cèl·lules.
El PHA resultant és de dos tipus:
- Poli (HA SCL) d'àcids grassos i sintetitzats per nombrosos bacteris, incloent-hi Ralstonia eutropha i Alcaligenes latus (PHB).

- Poli (HA MCL) fet, per exemple, per Pseudomonas putida.

Uns pocs bacteris, incloent-hi Aeromonas hydrophila i Thiococcus pfennigii, sintetitzen copolièster.
També es pot fer amb microorganismes del sòl, si els manca nitrogen i fòsfor produeixen per cada 3 kg de sucre 1 kg de PHA.

## Aplicacions

Estructura de poly-3-hydroxyvalerate (PHV)
Estructura de poly-4-hydroxybutyrate (P4HB)

Un copolímer anomenat PHBV es fa servir com material per embalar.
Hi ha aplicacions potencials pel PHA en les indústries farmacèutiques i mèdiques, per exemple en sutures i plaques dels ossos.
.